# 美花红景天
美花红景天（学名：Rhodiola calliantha）为景天科红景天属的植物。分布于尼泊尔以及中国大陆的西藏等地，生长于海拔3,600米的地区，多生在阴坡石上，目前尚未由人工引种栽培。